# Вулиця Чернівецька (Тернопіль)
Вулиця Чернівецька — вулиця в мікрорайоні «Оболоня» міста Тернополя.

## Відомості
Розпочинається неподалік вулиці Софії Стадникової, пролягає на південь, згодом — на схід до вулиці Микулинецької, де і закінчується. На вулиці розташовані переважно приватні будинки та багатоповерхівки. Через залізничний тунель сполучається з вулицею Білогірською. 

## Установи
- Тернопільська міська державна ветеринарна лікарня (Чернівецька, 24А)
- Шляхове ремонтно-будівельне управління (Чернівецька, 25)
- ВАТ «Тернопільгаз» (Чернівецька, 54)

## Комерція
- Продуктовий магазин «Надія» (Чернівецька, 53)
- АЗК BVS №93 (Чернівецька, 54)

## Релігія
- Церква Святого Апостола Андрія Первозванного УГКЦ (Чернівецька, 46)

## Транспорт
Рух вулицею — двосторонній, дорожнє покриття — асфальт. На вулиці розташована одна зупинка громадського транспорту, проте регулярні рейси міських маршрутів до неї не здійснюються. Найближчі зупинки знаходяться на вулиці Микулинецькій.